# Нойштеттен
Нойштеттен (нім. Neustetten) — громада в Німеччині, знаходиться в землі Баден-Вюртемберг. Підпорядковується адміністративному округу Тюбінген. Входить до складу району Тюбінген.
Площа — 15,88 км2. Населення становить 3728 ос. (станом на 31 грудня 2020).